# Matrix (Fernsehserie)
Matrix ist eine kanadische Fantasy- und Actionserie. Die 13 Episoden umfassende Fernsehserie aus dem Jahr 1993 wurde in Kanada auf CTV ausgestrahlt, die Ausstrahlung in den Vereinigten Staaten erfolgte auf USA Network.

## Handlung
Steven Matrix ist Auftragsmörder und als solcher sehr erfolgreich, bis er selbst zum Ziel wird. Getötet durch einen Kopfschuss, wird er – dem Fegefeuer gleich – in eine Zwischenwelt geschickt. Matrix wird vor die Wahl gestellt: für die von ihm begangenen Morde in die Hölle kommen oder auf die Erde zurückzukehren und mit seinen Fähigkeiten Menschen helfen.
Zurück auf der Erde erhält er Aufträge aus dem Jenseits, die ihn auch zu eigenen Taten und alten Freunden führen.

## Entstehung
Die Fernsehserie wurde in Toronto gedreht, die Produktion erfolgte durch Sunrise Films. Die Episoden haben eine serientypische Laufzeit von einer Stunde.

## Episoden
| Nr. | Originaltitel              | Erstausstrahlung Kanada |
| --- | -------------------------- | ----------------------- |
| 1   | Death and Taxes            | 1. März 1993            |
| 2   | To Err Is Human            | 8. März 1993            |
| 3   | False Witness              | 15. März 1993           |
| 4   | A Madness to His Method    | 22. März 1993           |
| 5   | Moths to a Flame           | 29. März 1993           |
| 6   | Collateral Damage          | 5. Apr. 1993            |
| 7   | Marked Man                 | 12. Apr. 1993           |
| 8   | Blindside                  | 19. Apr. 1993           |
| 9   | Love Kills                 | 26. Apr. 1993           |
| 10  | Convictions of His Courage | 1. Juli 1993            |
| 11  | Shadows from the Past      | 8. Juli 1993            |
| 12  | Lapses in Memory           | 15. Juli 1993           |
| 13  | The Yellow Chamber         | 22. Juli 1993           |

## Rezeption
Die Los Angeles Times befindet zum Start der Fernsehserie 1993, dass es dem Buch an Überraschungen fehle, so dass jede Szene vorhersehbar werde. Hauptdarsteller Nick Mancuso wirke zudem nicht so bedrohlich, wie er für diese Figur sein sollte.
Durch den gleichnamigen Film der Wachowskis von 1999, in dem ebenfalls Carrie-Anne Moss mitspielt, wird die Serie regelmäßig wieder aufgegriffen. Spätere Veröffentlichungen wie 2018 in Polen oder 2021 in Schweden folgten. 2020 beschreibt Padraig Cotter für Screen Rant die Ähnlichkeit zur Kultserie Der Equalizer und das charismatische Spiel von Nick Mancuso.

### Auszeichnungen
Columbus International Film & Animation Festival
- 1994: Special Award in der Kategorie Regie in einem TV Drama an David Winning für die Episode False Witness